# 連邦国防省 (オーストリア)
連邦国防省（れんぽうこくぼうしょう、ドイツ語: Bundesministerium für Landesverteidigung、略称：BMLV）は、オーストリアの行政機関のひとつで、国防を所管する。

## 歴史
第二次世界大戦後の連合軍軍政期にあたる1945年から1955年まで、連邦首相府内に国防局が設置され、1955年の主権回復後は、連邦国防省に改組された。2009年2月1日にはスポーツ施策を含めた連邦国防・スポーツ省（ドイツ語: Bundesministerium für Landesverteidigung und Sportに改組されたが、2018年にスポーツ部門が連邦公務員・スポーツ省（ドイツ語: Bundesministerium für öffentlichen Dienst und Sport）、国防部門が連邦国防省に改組された。

## 所掌事務
連邦内閣法において所掌事務を列記しており、以下の事項に関する事務がある。
- 憲法で定義された任務に関する事項
- 作戦上および戦術上の指揮権
- 軍事航空
- 連邦軍の装備品および人員、物資に関する事項
- 武器・弾薬に関する事項
- 軍事技術の研究・試験に関する事項
- 軍事立入制限区域における業務
- 軍病院の運営および医薬品の供給、保健衛生に関する事項
- 駐在武官業務
- 国防省、軍司令部、軍事史博物館を含む連邦軍に役務を提供するすべての連邦政府施設および資産の保守、管理に関する事項
- 軍事部門における海運、陸運、電気通信の調査
- 軍事史博物館のツアー付きガイド
- 財団の資金管理と業務
- アレントシュタイク演習場（ドイツ語版）業務
- 欧州防衛機関業務

## 組織

### 内部組織
連邦国防省は以下の構成となっている。
- 国防大臣（FBM）
- 事務総長（HGS）
  - 連邦大臣兼事務総局（KBM&GS）
  - 改善グループ（Grp Rev）
    - データ保護責任室（Bür DSB）
    - 監査部門A（Rev A）
    - 監査部門B（Rev B）

  - 情報・国防政策センター（ZIW）
    - 情報広報部（Info&ÖA）
    - リーダーシップ・国防政策部（MFW）

  - 第1課（S1）：大統領、人事、法令を担当
    - 議会軍事委員会事務局（Bür PBHK）
    - 幹部会グループ（Grp Pres）
      - 院長部局（Präs）
      - 苦情・懲戒部（Disz BW）
      - 議会・閣僚会議・オンブズマン業務部（PMVD）

    - 法務・立法業務グループ（Grp Recht Leg）
      - 法務部（Recht）
      - 独自立法部（ELeg）
      - 海外立法・国際法務部（FLeg）

    - 人事・補充グループ（Grp Pers Erg）
      - 人事部A（PersA）
      - 人事部B（PersB）
      - 人事部C（PersC）

    - 展開支援グループ（Grp BstgU）
      - 人事管理部（Pers Fü）
      - 人事マーケティング部（Pers Mkt）
      - 人事供給/中央指導班（Pers Pro/ZLE）

  - 参謀本部（GStb）
    - 参謀部（GStb Abt）
    - 変革管理IT2020（CMIT 2020）
    - 情報・防諜部（ndAbw）
    - 情報・偵察部（ndAufkl）
    - 参謀総局（GStb Dion）
      - 基本計画グループ（Grp GSPl）
        - 軍事戦略部（Mil Strat）
        - 科学研究開発部（WFE）
        - 管理部A（Kontr A）
        - 管理部B（Kontr B）
        - イノベーション事務所（Inno Bür）

      - セキュリティポリシー局（Dion Sih Pol）
        - 国防政策部（VPol）
        - 軍事政策部（MilPol）
        - 軍事外交部（MilDipl）

      - 管理予算グループ（Grp StrgHH）
        - 予算部（Budg）
        - 経営管財部（BW Fin）
        - 変革部（Transf）

  - 第3課（S3）：プロビジョニングを担当
    - 兵器政策部（RüstPol）
    - 商事部（KA）
    - 構造組織グループ（Grp Strukt Org）
      - 構造計画部（Strukt Pl）
      - 組織部（Org）
      - 情報通信技術企画部（IKTPl）
      - インフラ部（Infra）

    - 兵站グループ（Grp Log）
      - 需品部（Qu）
      - 兵站支援部（Log U）
      - 軍事医療部（Mil Ges W）
      - 中央技術部（ZTA）
      - 資材管理部（Mat Wi）

    - 兵器・調達局（Dion RB）
      - プロビジョニング計画部（Bstg Proj）
      - 車両・装備品・個人用装備品部（FGP）
      - 武器システム・弾薬部（WSM）
      - 航空機部（LzA）
      - 情報通信技術システム部（IKTS）
      - 管理支援部（FüU）

  - 第4課（S4）：運用を担当
    - 運用任務グループ（Grp LE）
      - 運用管理部（EFü）
      - シチュエーションセンター部（LZ）
      - 軍事航空部（MLF）

    - 運用基本グループ（Grp EGL）
      - 運用計画部（EPl）
      - 運用準備部（EVb）
      - 計画企画部（Prog Pl）

    - 訓練グループ（Grp AusbW）
      - 訓練部A（Ausb A）
      - 訓練部B（Ausb B）
      - 規則・用語部（Vor）
      - 陸軍スポーツ部（HSpo）

### 下部組織
連邦国防省の下部組織には以下の構成となっている。
- コマンド
  - 軍司令部（Kdo SK）
  - 戦力基盤軍司令部（Kdo SKB）
- アカデミー
  - 国防アカデミー（ドイツ語版）（LVAk）
  - テレジア軍事アカデミー（ドイツ語版）（Ther MilAk）
  - 士官学校（ドイツ語版）（HUAk）
- 学校
  - 陸軍学校（HTS）
  - NBC防護学校（ドイツ語版）（ABC AbwS）
  - 操縦士・防空学校（ドイツ語版）（FlFlATS）
  - 陸軍兵站学校（ドイツ語版）（H LogS）
  - 指揮支援学校（ドイツ語版）（Fü US）
- 部局
  - 軍事情報部（ドイツ語版）（HNaA）
  - 軍事防諜部（ドイツ語版）（AbwA）
  - 軍備・兵器技術局（ARWT）
  - 連邦軍人事局（ドイツ語版）（HPA）
  - 軍事施設管理センター（MIMZ）

## 歴代大臣
| 代                                                                    | 氏名                                                                | 就任                                                | 所属政党                                            | 備考                                                |
| 連邦国防省 Bundesministerium für Landesverteidigung                   | 連邦国防省 Bundesministerium für Landesverteidigung                 | 連邦国防省 Bundesministerium für Landesverteidigung | 連邦国防省 Bundesministerium für Landesverteidigung | 連邦国防省 Bundesministerium für Landesverteidigung |
| --------------------------------------------------------------------- | ------------------------------------------------------------------- | --------------------------------------------------- | --------------------------------------------------- | --------------------------------------------------- |
| 1                                                                     | フェルディナンド・グラーフ Ferdinand Graf                           | 1956年7月15日                                       | オーストリア国民党                                  |                                                     |
| 2                                                                     | カール・シュラインツァー Karl Schleinzer                            | 1961年4月11日                                       | オーストリア国民党                                  |                                                     |
| 3                                                                     | ゲオルグ・プラダー Georg Prader                                     | 1964年4月2日                                        | オーストリア国民党                                  |                                                     |
| 4                                                                     | ヨハン・フライスラー Johann Freihsler                               | 1970年4月21日                                       |                                                     |                                                     |
|                                                                       | ブルーノ・クライスキー Bruno Kreisky                                | 1971年2月4日                                        | オーストリア社会民主党                              | 首相兼任                                            |
| 5                                                                     | カール・リュトゲンドルフ Karl Lütgendorf                            | 1971年2月8日                                        |                                                     |                                                     |
|                                                                       | ブルーノ・クライスキー Bruno Kreisky                                | 1977年5月31日                                       | オーストリア社会民主党                              | 首相兼任                                            |
| 6                                                                     | オットー・ロッシュ OttoRösch                                        | 1977年6月8日                                        | オーストリア社会民主党                              |                                                     |
| 7                                                                     | フリートヘルム・フリッシェンシュラーガー Friedhelm Frischenschlager | 1983年5月21日                                       | オーストリア自由党                                  |                                                     |
| 8                                                                     | ヘルムート・クリューネス Helmut Krünes                              | 1986年5月12日                                       | オーストリア自由党                                  |                                                     |
| 9                                                                     | ロベルト・リハル Robert Lichal                                      | 1987年1月21日                                       | オーストリア国民党                                  |                                                     |
|                                                                       | アロイス・モック Alois Mock                                         | 1990年11月6日                                       | オーストリア国民党                                  | 外務大臣兼任                                        |
| 10                                                                    | ヴェルナー・ファスルアーベント Werner Fasslabend                    | 1990年12月17日                                      | オーストリア国民党                                  |                                                     |
| 11                                                                    | ヘルベルト・シャイプナー Herbert Scheibner                          | 2000年2月4日                                        | オーストリア自由党                                  |                                                     |
| 12                                                                    | ギュンター・プラッター Günther Platter                              | 2003年2月28日                                       | オーストリア国民党                                  |                                                     |
| 13                                                                    | ノルベルト・ダラボス Norbert Darabos                                | 2007年1月11日                                       | オーストリア社会民主党                              |                                                     |
| 連邦国防スポーツ省 Bundesministerium für Landesverteidigung und Sport |                                                                     |                                                     |                                                     |                                                     |
| 14                                                                    | ゲラルド・クルーグ Gerald Klug                                      | 2013年3月11日                                       | オーストリア社会民主党                              |                                                     |
| 15                                                                    | ハンス・ペーター・ドスコツィル Hans Peter Doskozil                  | 2016年1月26日                                       | オーストリア社会民主党                              |                                                     |
| 16                                                                    | マリオ・クナセク Mario Kunasek                                      | 2017年12月18日                                      | オーストリア自由党                                  |                                                     |
| 連邦国防省 Bundesministerium für Landesverteidigung                   |                                                                     |                                                     |                                                     |                                                     |
| 17                                                                    | ヨハン・ルイフ Johann Luif                                          | 2019年5月22日                                       |                                                     |                                                     |
| 18                                                                    | トーマス・スターリンガー Thomas Starlinger                          | 2019年6月3日                                        |                                                     |                                                     |
| 19                                                                    | クラウディア・タナー Klaudia Tanner                                 | 2020年1月7日                                        | オーストリア国民党                                  |                                                     |